# 24-Stunden-Schwimmen (Meiningen)

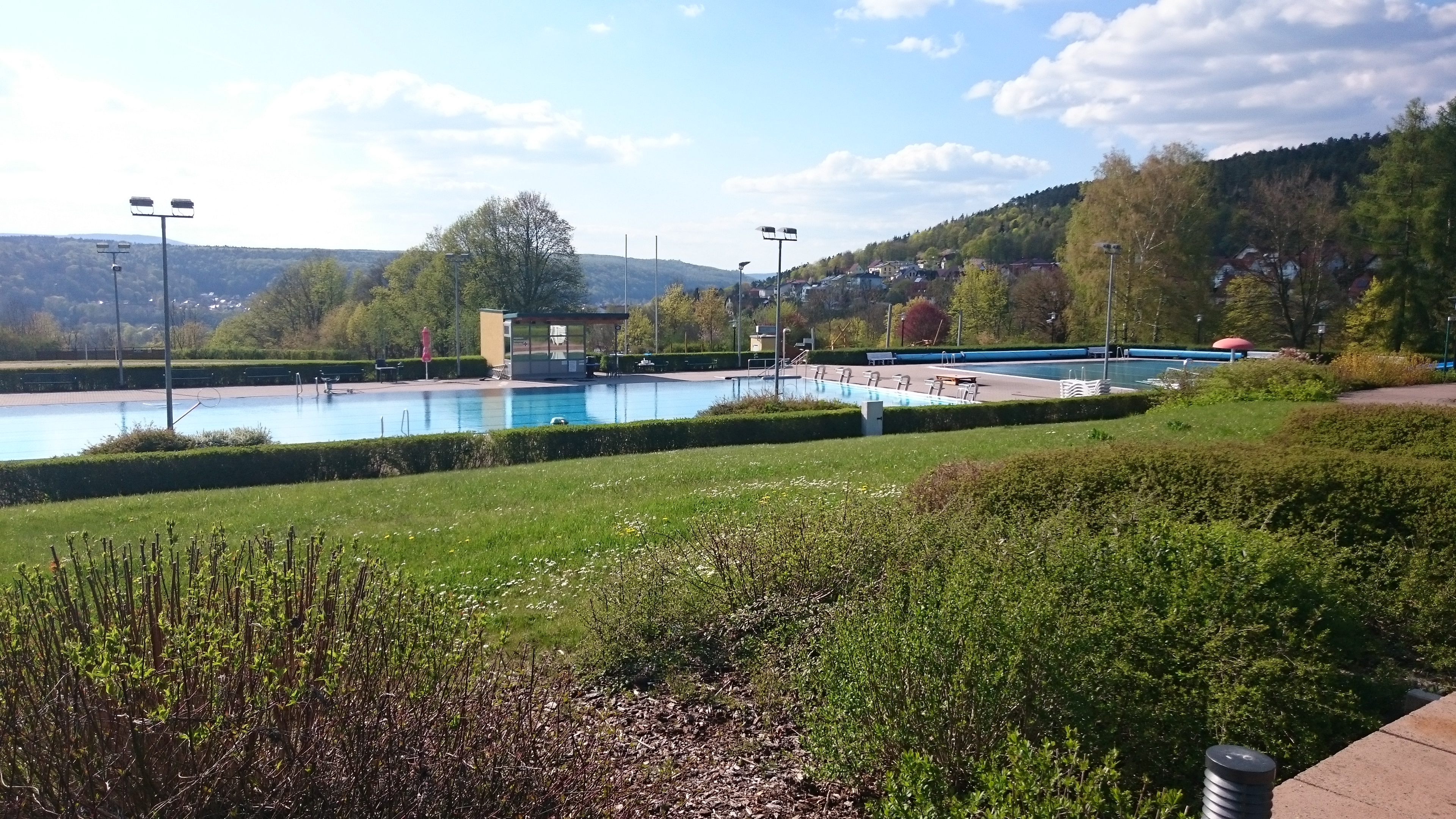
Freibadbereich im Freizeitzentrum „Rohrer Stirn“

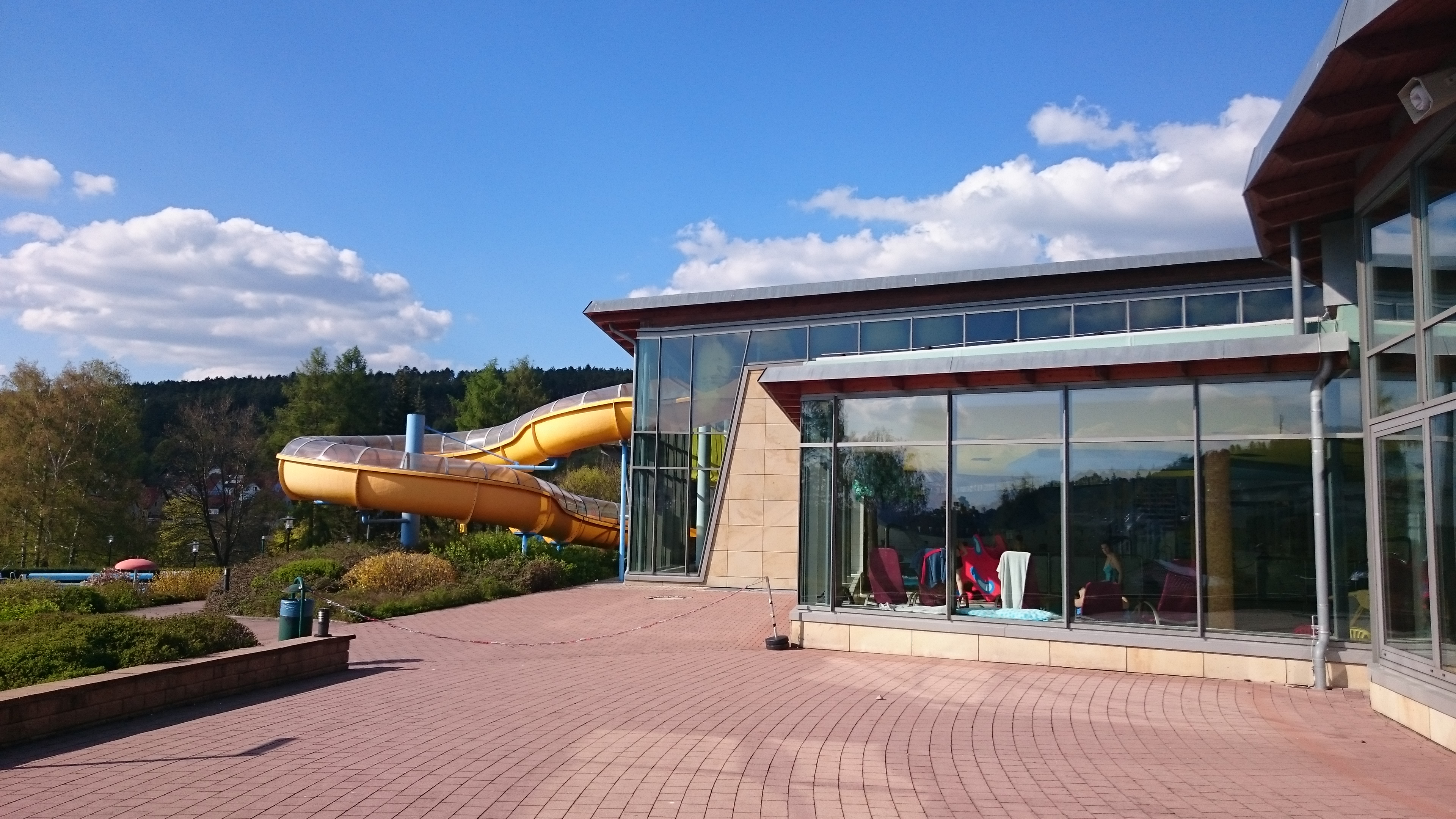
Hallenbad „Rohrer Stirn“

Das Meininger 24-Stunden-Schwimmen ist eine Großveranstaltung im Breiten- und Extremsport und kulturelles Event in der südthüringischen Kreisstadt Meiningen. Die Veranstaltung findet alljährlich im Juni oder Juli im Hallen- und Freibad des Freizeitzentrums „Rohrer Stirn“ statt und ist als eines der bedeutendsten 24-Stunden-Schwimmen Deutschlands Teil der „24H ARENA“ des Deutschen Schwimm-Verbands (DSV). Veranstalter sind der Meininger Schwimmverein „Wasserfreunde“ und die Stadtwerke Meiningen.
Das Meininger 24-Stunden-Schwimmen wurde 1993 ins Leben gerufen, um zum Erhalt und Modernisierung der Meininger Bäder beizutragen. Nach bescheidenen Anfängen entwickelte es sich bald zu einer Großveranstaltung mit im Schnitt 800 aktiven Schwimmteilnehmern und 2000 Gästen zu den kulturellen und sportlichen Rahmenprogrammen. Den Schwimmern stehen ein 50-m-Wettkampfbecken im Freien und ein 25-m-Becken in der Schwimmhalle zur Verfügung. Zum kulturellen Rahmenprogramm gehören die abendlichen Musikevents, die von Radiosendern wie MDR Jump und Antenne Thüringen sowie verschiedenen Veranstaltern durchgeführt werden. Eine Besonderheit waren die Veranstaltungen in den Jahren 2020 und 2021, als wegen der Einschränkungen während der Corona-Pandemie statt dem 24-Stunden-Schwimmen unter Einhaltung der Regeln 24-Tage-Schwimmen stattfanden. Die Schirmherrschaft übernahmen bisher unter anderem bekannte Sportler wie Britta Steffen, Marco Koch, André Lange, Dietmar Schauerhammer, Sven Fischer, Mariama Jamanka und Kirsten Bruhn.

## Daten und Rekorde
- Die bisher höchste Teilnahmezahl von Schwimmer und Schwimmerinnen wurde mit 892 im Jahr 2023 erreicht.[3]
- Der Streckenrekord liegt bei 3512 Kilometer, aufgestellt im Jahr 2024.[4]

Im 24h-Arena-Ranking des DSV konnte die Meininger Veranstaltung bereits acht erste Plätze in verschiedenen Kategorien belegen und mehrere Rekorde verzeichnen (Stand: 2025, Auswahl):
- Weltrekord bei Strecke weiblich, aufgestellt von Vera Niemeyer aus Aachen mit 96,3 km am 24./25. Juni 2017.[6]
- Deutscher Rekord bei Strecke männlich, aufgestellt von Chris Pascal Hoffmann aus Bermbach mit 94,55 km[7] am 24./25. Dezember 2020[8] (Nicht im Rahmen des Meininger 24-Stunden-Schwimmens)
- Deutscher Rekord bei Strecke männlich, aufgestellt von Chris Pascal Hoffmann mit 82,0 km am 6./7. Juli 2019.[9]
- Deutscher Rekord bei Strecke männlich, aufgestellt von Chris Pascal Hoffmann mit 76,0 km am 27./28. Juni 2015.
- 1. Platz bei Gesamtstrecke mit 3.295 km am 9./10. Juni 2011.
- 1. Plätze bei Strecke weiblich, errungen von Anne Hembd aus Zwickau mit 53,7 km am 27./28. Juni 2015 und mit 53,0 km am 30. Juni/1. Juli 2018.
- 2. Plätze bei Teilnehmerzahl in den Jahren 2010, 2011, 2016 und 2018.